# Iniostichus
Iniostichus is een geslacht van vliesvleugeligen uit de familie Eulophidae. De wetenschappelijke naam van dit geslacht is voor het eerst geldig gepubliceerd in 1997 door Kamijo & Ikeda.

## Soorten
Het geslacht Iniostichus omvat de volgende soorten:
- Iniostichus kamijoi Narendran, 2004
- Iniostichus kumatai Kamijo & Ikeda, 1997
- Iniostichus longipetiolatus Kamijo & Ikeda, 1997
- Iniostichus nigricoxa Kamijo & Ikeda, 1997